# 4-й кавалерийский корпус
4-й кавалерийский корпус (4-й кк) — воинское соединение в РККА вооружённых сил СССР до и во время Великой Отечественной войны.

## История. 1-е формирование
1-й кавалерийский корпус Червонного казачества

## 2-е формирование
Управление корпуса образовано переименованием управления 1-го кавалерийского корпуса Червонного казачества в управление 4-го кавалерийского корпуса в Киевском военном округе в июне 1938 года.
В состав корпуса вошли 9-я кавалерийская дивизия, 32-я кавалерийская дивизия и 34-я кавалерийские дивизии.
26 июля 1938 года образован Киевский Особый военный округ (далее КОВО) и в нём четыре армейские группы. 4-й кк вошёл в состав Кавалерийской армейской группы.
В сентябре-октябре 1938 года 4-й кк для оказания помощи Чехословакии приводился в боевую готовность и временно вошёл в состав Винницкой армейской группы.
В июле 1939 года из 4-го кк перешла в состав 5-го кавалерийского корпуса 9-я кавалерийская дивизия, дислоцированная в г. Каменец-Подольск, областном центре Каменец-Подольской области.
В сентябре-октябре 1939 года 4-й кк участвовал в военном походе Красной Армии в Западную Украину.
11 октября 1939 года в состав 4-го кк из 5-го кк передана 16-я кавалерийская дивизия. Из 4-го кк в 5-й кк передана 32-я кавалерийская дивизия.
В 1940 года управление корпуса дислоцировалось в г. Дрогобыч, областном центре Дрогобычской области.
В июне-июле 1940 г. корпус участвовал в военном походе Красной Армии в Северную Бессарабию в составе 12-й армии Южного фронта.
7 июля 1940 г. на базе 4-го кк началось формирование 8-го механизированного корпуса КОВО. Для формирования использовались управление корпуса с корпусными частями и 34-я кавдивизия.

## 3-е формирование
Вновь 4-й кавалерийский корпус сформирован в Средней Азии в январе - марте 1941 года в составе 18-й, 20 и 21-й горно-кавалерийских дивизий. В составе 53-й армии в августе 1941 года участвовал в оккупации Ирана, после чего управление корпуса возвращено в Среднюю Азию, где ему подчинены формируемые 61-я, 81-я и 97-я кавалерийские  дивизии, личный состав которых на 60% состоял из казахов, киргизов, узбеков, таджиков, туркмен.
В конце сентября 1942 г. корпус отправлен на Сталинградский фронт, в который включён Директивой Ставки ВГК № 170647 от 10.10.1942 года. С 61-й и 81-й кавалерийскими дивизиями корпус участвовал контрнаступлении под Сталинградом в составе 51-й, а затем 5-й Ударной армий. Понёс огромные потери 3-4 декабря 1942 года в боях у хутора Похлебино (район Котельниково), а затем во время немецкой операции по деблокаде окружённой 6-й армии Паулюса.
После 31 декабря 1942 года корпус в боях не участвовал, войска переданы 4 мая 1943 года в 7-й гвардейский кавалерийский корпус, управление корпуса расформировано 4 июня 1943 года.

## Подчинение
- Киевский Особый военный округ (июнь – 26.07.1938)
- Кавалерийская армейская группа Киевского Особого военного округа (26.07.1938 - 17.09.1939)
- Украинский фронт (17.09 - 28.09.1939)
- Кавалерийская армейская группа Киевского Особого военного округа (28.09.1939 - 20.06.1940)
- 12-я армия Южного фронта (20.06 – 7.07.1940)
- Киевский Особый военный округ (7.07.1940)

## Полное название
4-й кавалерийский корпус

## Командный состав корпуса

### Командиры корпуса
- Попов, Василий Степанович — 13.09.1937 — 09.1939, комбриг, с 17.02.1938 комдив
- Рябышев, Дмитрий Иванович, 13.09.1937 — 4.06.1940, комкор
- Шапкин, Тимофей Тимофеевич, ген.-лейтенант, 17.01.1941 - 22.03.1943
- Малеев, Михаил Фёдорович, ген.-майор, 25.03.1943 - 04.06.1943

Начальники штаба корпуса
- Мартьянов, Александр Алексеевич, комбриг.
- Шевчук Сергей Анисимович, подполковник, в 1942 - 1943

## Состав
1-е формирование КАГ
На 26.07.1938:
- 4-й кавалерийский корпус (бывший 1-й кавалерийский корпус):

- 9-я кавалерийская дивизия,
- 32-я кавалерийская дивизия,
- 14-я кавалерийская дивизия.

На 20.09.1938:
- 4-й кавалерийский корпус:

- 9-я кавалерийская дивизия,
- 32-я кавалерийская дивизия,
- 34-я кавалерийская дивизия.

На 15.07.1939:
- 4-й кавалерийский корпус:

- 32-я кавалерийская дивизия,
- 34-я кавалерийская дивизия.

2-е формирование КАГ
На 11.10.1939:
- 4-й кавалерийский корпус:

- 16-я кавалерийская дивизия,
- 34-я кавалерийская дивизия.

На 15.07.1940:
- 4-й кавалерийский корпус:

- 16-я кавалерийская дивизия,
- 34-я кавалерийская дивизия.

## Боевая деятельность
1939 год
1 сентября началась германо-польская война.
17 сентября начался военный поход. 17-28.9.39 корпус находился в составе Действующей армии.
11 октября
После похода 4-й кк, командир корпуса комдив Д.И. Рябышев, прибыл на новое место дислокации г.Дрогобыч, г.Станислав.
11 октября по приказу командующего войсками Кавалерийской армейской группы КиевОВО № 015 16-я кд принята в состав 4-го кк. Из 4-го кк передана в 5-й кк 32-я кд.
Состав корпуса:
- управление корпуса Дрогобыч;
- 16-я кд, дивизия дислоцировалась в районе м.Гайсин и г.Тульчин;
- 34-я кд.

1940 год
1 января 4-й кк входил в состав Кавалерийской армейской группы Киевского ОВО. Управление корпуса находилось в г.Дрогобыч.
Состав корпуса:
- 16-я кд;
- 34-я кд.

10 июня
В 0.35-1.00 начальник Генштаб направил командующему войсками КОВО шифротелеграмму, в которой приказывалось привести в готовность управления стрелковых корпусов с корпусными частями, стрелковые дивизии, танковые бригады, артполки РГК и все понтонные средства.
В 11.20–11.30 Генштаб направил командующему войсками КОВО директиву о сосредоточении походным порядком в новые районы:
- Управление 4-го кк с корпусными частями в Ключув к утру 14 июня; 34-я кд в Ключув к утру 14 июня; 16-я кд в Яблонув к утру 12 июня.
- Марши совершать с мерами маскировки, используя главным образом ночь.

Военный совет КОВО отдал приказ командирам соединений и воинских частей о сосредоточении.
11 июня войска КОВО начали сосредоточение, которое должно было завершиться 24 июня.
20 июня
В 21.40 командиры Генерального штаба Красной Армии подполковник Шикин и майор Рыжаев, прибывшие из Москвы в Киев, вручили командующему войсками КиевОВО генералу армии Г. К. Жукову директиву наркома обороны СССР и начальника Генштаба № 101396/СС. Командование Красной Армии приказывало приступить к сосредоточению войск и быть готовым к 22 часам 24 июня к решительному наступлению с целью разгромить румынскую армию и занять Бессарабию. Для управления войсками из состава Управления Киевского Особого Военного Округа выделяется управление Южного фронта. Командующим войсками фронта назначается командующий войсками КиевОВО генерал армии Жуков, Георгий Константинович, штаб фронта в г. Проскуров.
Задача войск Южного фронта — нанося главный удар от Коломыя на Черновицы и далее вдоль реки Прут на юг и вспомогательный удар с востока на Кишинёв, Хуши окружить и взять в плен румынские войска, развёрнутые в Бессарабии.
Определялись состав войск 12-й армии и районы сосредоточения:
- Командующий войсками армии генерал-лейтенант Я.Т.Черевиченко,
- Заместитель командующего войсками армии генерал-лейтенант Ф.А.Парусинов. Штаб армии — Коломыя.
- 8, 13, 15, 17-й стрелковые корпуса.
- Управления 2-го и 4-го кавалерийских корпусов, 3, 5, 16 и 34-я кав. дивизии в районе Яблонув, Гвозьдзец, Подгайчики, Коломыя.
- Авиация армии — пять полков скоростных бомбардировщиков СБ, два полка легкобомбардировочных и восемь истребительных полков.
- Разграничительная линия между 12-й и 5-й армиями: река Збруч, г.Хотин, с.Липканы, все пункты включительно для 12-й армии.

23 июня
22-23 июня Военный совет 12-й армии на основании проекта директивы командования Южного фронта № А-1/00145сс/ов проработал на местности с командирами корпусов и дивизий вопросы занятия исходного положения, организации предстоящего наступления, взаимодействия родов войск, управления, связи, устройства тыла и действий на ближайший этап операции.
Конная группа 12-й армии (2-й и 4-й кк) сосредоточилась в районе — в лесах ю.-в. Коломыя (в районе Яблонув, Гвозьдзец, Подгайчики, Коломыя).
- 4-й кавалерийский корпус:

Командир корпуса комкор Д.И. Рябышев
Начальник штаба корпуса комбриг А.А. Мартьянов
- 16-я кавалерийская дивизия (9, 43,53,146 кп, 39 тп).

Дивизионные части и подразделения:
- 23 отдельный конно-артиллерийский дивизион
- отдельный сапёрный эскадрон
- отдельный эскадрон связи

- 34-я кавалерийская дивизия (47, 79, 148, 162-й кп, 42-й тп)

Командир дивизии полковник Александр Васильевич Герасимов
Дивизионные части и подразделения:
- 10-й конно-артиллерийский дивизион
- 11-й отдельный сапёрный эскадрон
- 8-й отдельный эскадрон связи

27 июня
К вечеру практически все войска Южного фронта (командующий — генерал армии Г.К. Жуков, член Военного совета — корпусной комиссар В.Н. Борисов, начальник штаба — генерал-лейтенант Н.Ф. Ватутин) были подтянуты и развернуты в соответствии с планом. Войска 12-й армии (командующий на время операции — генерал-лейтенант Я. Т. Черевиченко), находившиеся в Предкарпатье, были развёрнуты на юго-восток. Штаб армии передислоцировался из г.Станислав в Коломыя, где ему были подчинены 8-й, 13-й, 15-й, 17-й ск и Армейская кавгруппа в составе 2-го и 4-го кк.
Командиры корпусов и дивизий проработали на местности с командирами полков, батальонов и рот вопросы занятия исходного положения, организации предстоящего наступления, взаимодействия родов войск, управления, связи, устройства тыла и действий на ближайший этап операции.
Конная группа 12-й армии находилась в выжидательном районе — в лесах ю.-в. Коломыя (в районе Яблонув, Гвозьдзец, Подгайчики, Коломыя).
28 июня. Освободительный поход в Северную Буковину
В 11.00 после получения ответа румынского правительства советские войска получили новую задачу — без объявления войны занять Бессарабию и Северную Буковину.
Военный совет Южного фронта отдал войскам директиву № А00149, которой поставил новую задачу войскам фронта — быстрым выдвижением к р. Прут закрепить за СССР территорию Северной Буковины и Бессарабии.
Командующему войсками 12-й армии ставилась задача - выбросить в первом эшелоне подвижные части с задачей:
- 4-му кк с 24-й лтбр (быстроходные танки БТ) занять район Серет (Сирет), Герца, Черновицы и закрепиться на линии Серет, Герца. Вслед за 4-м кк 60-я и 131-я стр. дивизиям выйти: 131-й сд — в Черновицы и 60-й сд на рубеж Серет, Герца и сменить части 4-го кк, сменив основные силы, штадив 60 в районе Терешени (Тарашаны). 4-й кк по смене его 60-й сд сосредоточиться в районе Сторожинец.

В 14.00 советские войска начали операцию по занятию территории Северной Буковины и Бессарабии.
4-й кк (16, 34-я кд) с 24-й лтбр двигался из района Коломыя в Черновицы.
24-я танковая бригада 4-го кк начала форсирование р. Черемош.
В 23.00 Военный совет Южного фронта передал Военным советам армий директиву № 00150, в которой ставились задачи на второй день похода:
- Армиям фронта, действуя в составе, установленном директивой моей № 00149, с утра 29.6 продолжать движение и занять северную Буковину и Бессарабию и к исходу 30.6 выйти к новой государственной границе.
- 12-й армии 29.6 выйти на рубеж Селетин, Тереблешти (Порубное), ст. Каменка, ст. Строешки, ст. Липканы и прочно удерживать его. С выходом на этот рубеж иметь основные группировки: 4-й кк с 23-й лтбр в районе Сторожинец, 60-я сд — Терешени (Тарашаны), 131-я сд — Черновицы, 58-я сд с 5-й лтбр — Динауцы (Диновцы) и 2-й кк — Хотин. Штаб 17-го ск вывести 29.6 — Черновицы и подчинить командованию 17-го ск — 131-ю, 60-ю и 58-ю сд.
- Частям при занятии Буковины и Бессарабии движение вести на хвостах отходящих румынских войск.
- Во всех гарнизонах занятой Бессарабии и Буковины установить образцовый порядок, наладить караульную службу и взять под охрану все имущество, оставленное румынскими войсками, госучреждениями и помещиками.

16-я кд 4-го кк продолжала движение к Черновицам.
29 июня
Утром 29 июня войска Южного фронта возобновили продвижение вперёд.
Танковый батальон 24-й лтбр (4-го кк) выступил к м.Герца.
16-я кд 4-го кк совершила ночной марш и продолжала движение к г.Черновицы.
9.00
16-я кд 4-го кк около 9.00 подходила к Черновицам.
Управление 4-го кк и главные силы 34-й кд 4-го кк в 9.00 сосредоточились в Сторожинце, сразу же были высланы на границу на линию Красноильск-Порубное - Герца подвижные отряды (по кавалерийскому полку с танковым эскадроном).
В 10.00 23-я лтбр (13-го ск) вошла в Каменку. По дороге бригада натолкнулась на хвост колонны румынских частей и задержала 500 солдат и офицеров.
13.00. Центр армии
Управление 4-го кк и главные силы 34-й кд (без трёх кавполков и трёх танковых эскадронов) 4-го кк находились в Сторожинце. На линию Красноильск-Порубное — Герца к 14.00 к границе прибыли подвижные отряды (по кавполку с танковым эскадроном).
16-я кд 4-го кк проходила Черновицы.
К 14.00 16-я кд сосредоточилась в районе Волока.
21.00
23-я лтбр находилась в Каменке.
16-я кд 4-го кк находилась в районе Волока.
Управление 4-го кк и главные силы 34-й кд (без трёх кавполеов и трёх танковых эскадронов) 4-го кк находились в Сторожинце, на линии Красноильск-Порубное — Герца на границе находились подвижные отряды (по кавполку с танковым эскадроном).
30 июня
В 0.15 начальник Генштаба Маршал Советского Союза Б.М.Шапошников сообщил находящемуся в г.Тирасполе народному комиссару обороны СССР Маршалу Советского Союза Тимошенко С.К. и командующему войсками Южного фронта генералу армии Жукову Г.К. о продлении срока эвакуации румынских войск до 14.00 3 июля. На основании полученной информации Военный совет Южного фронта издал директиву № 00151, в которой было сказано, армии фронта, продолжая выдвижение к новой границе, к исходу 29.6 заняли северную Буковину и заканчивают занятие Бессарабии. Далее приказывалось:
- 12-й армии выдвинуть к исходу 30.6 60-ю сд в район Терешени (Тарашаны) и передовыми частями 60-й и 58-й сд закрепиться по госгранице на участке Фонтина Алба, ст. Тереблешти (Порубное), Херца (Герца), Липканы. С выходом передовых стрелковых частей на госграницу танковым бригадам сосредоточиться: 23-й лтбр — Сторожинец, 5-й лтбр — Ставчаны. Батальону 24-й лтбр присоединиться к своей бригаде. Конным корпусам (2-му и 4-му) оставаться в занимаемых ими районах.

Граница слева с 5-й армией — прежняя.
- Штабу 12-й армии, оставив оперативную группу в Черновицах, перейти в Коломыя.
- Разъяснить всему личному составу, что Советское правительство разрешило румынской армии производить эвакуацию до 14.00 3.7.40, поэтому все вопросы решать только мирным путём, допуская где нужно возможность нормального отхода.
- Центр 12-й армии

23-я лтбр 13-го ск находилась в Каменке, в районе Сторожинец.
16-я кд 4-го кк находилась в районе Волока.
Управление 4-го кк и главные силы 34-й кд (без трёх кавполков и трёх танковых эскадронов)  находились в Сторожинце, на линии Красноильск-Порубное — Герца на границе находились подвижные отряды (по кавполку с танковым эскадроном).
Войска 4-го кк и 23-я лтбр готовились к переходу в Сторожинец и Ставчаны после смены их стрелковыми частями.
60-я сд 17-го ск находилась в двух населённых пунктах - в Сторожинце и в Черновицах.
58-я сд 17-го ск продвигалась к Черновицам.
Оперативная группа штаба 12-й армии, управление 17-го ск и 131-я сд находились в Черновицах.
16.00
17-й ск (58, 60, 131-я сд, 38-я лтбр; 315-й артдив РГК) завершал выход в назначенные районы и населённые пункты, что являлось выполнением поставленной задачи.
В 16.00 60-я сд достигла главными силами Сторожинца, а передовые отряды 358-го и 194-го стрелковых полков выходили на рубеж Порубное-Герца для смены кавалерии. Одно подразделение  случайно вступило на станцию Сирет, но в тот же день отошло за установленную линию государственной границы. 58-я сд заняла район Диновцы, Котелево и готовилась к смене частей 5-й лтбр. 131-я сд полностью сосредоточилась в Черновицах.
1 июля
60-я сд 17-го ск в течение дня сменяла кавалеристов 4-го кк на участке Порубное-Герца.  34-я кд 4-го кк и 23-я лтбр сосредоточились в Сторожинце.
2 июля
Штаб Южного фронта издал приказ № 017/сс для штабов 12-й, 5-й и 9-й армий об организации обороны границы и «разработать план использования войск на случай перехода Румынии к активным действиям. Этот план надо было представить на утверждение к 20.00 4.7.40 г.
На фронте 12-й армии войска оставались в прежних районах.
3 июля. Окончание освободительного похода в Северную Буковину
На фронте 12-й армии в 15 часов 77-й румынский пехотный полк боевым порядком продвигался в направлении Волчинца, нарушив передовыми частями госграницу в районе Вашкоуца. Население в панике, со скотом, бежало в Волчинец. Застава 148-го кавполка 34-й кд 4-го кк в составе младшего лейтенанта и 6 бойцов вынуждена была отойти. С прибытием танковой роты 23-й легкотанковой бригады румынская часть отошла за линию границы в направлении Сирет. Хотя стороны огня не открывали, танковая рота на всякий случай была оставлена в Вашкоуце.
В 14.00 советско-румынская граница была закрыта. Таким образом войска Южного фронта выполнили поставленную перед ними задачу. Главные силы приступили к изучению новых дислокации и плановой боевой и политической подготовке в занимаемых ими районах.
В 14.00 – 16.00 на Соборной площади Кишинёва (в советское время — площадь Победы) состоялся парад советских войск, в котором участвовали части 35-го стрелкового корпуса, 173-й стрелковой дивизии и 4-й легкотанковой бригады (военнослужащих 8 364, танков - 102, орудий - 279, бронемашин - 16, автомашин - 79, тракторов - 108, самолётов - 336). Парадом командовал командующий войсками 9-й армии генерал-лейтенант В. И. Болдин, а принимал его командующий Южным фронтом генерал армии Г. К. Жуков. В параде участвовал танк лейтенанта Балясникова, первым вступивший 28 июня в город. Парад проходил на Александровской улице Кишинёва. Портреты членов Политбюро ЦК ВКП(б), народного комиссара обороны СССР тов. Тимошенко, плакаты, лозунги, красные флаги украшали центральную улицу. Рабочие, служащие, интеллигенция с детьми пришли посмотреть вооружённые силы социалистической Родины. После парада состоялась грандиозная демонстрация местного населения.
В ознаменование освобождения трудящихся Бессарабии от ига румынских бояр, помещиков и капиталистов и возвращения Бессарабии в состав СССР войска Южного фронта провели парады в некоторых населённых пунктах, в том числе в г. в Черновицах (участвовали 131-я сд 17-го ск, 16-я кд 4-го кк и 5-я легкотанковая бригада: людей — 8 892, лошадей — 4 561, танков — 190, самолётов — 205).
4 июля
В ознаменование освобождения трудящихся классов парады войск 12-й армии были проведены в Сторожинце участвовали 34-я кд 4-го кк и 23-я лтбр: личного состава - 4 340 человек, лошадей — 4 530 голов, танков — 180, Хотине участвовала 5-я кд 2-го кк, Новоселице 3-я кд 2-го кк и 58-я сд 17-го ск. Население радостно встречало проходящие части Красной Армии и её боевую технику. Во всех городах парады сопровождались многотысячными демонстрациями населения.
5 июля
Утром через Днестр переправились погранотряды и на автомашинах двинулись к Пруту.
В связи с окончанием Бессарабского похода 5 июля войска Южного фронта были приведены в состояние постоянной боевой готовности мирного времени.
6 июля
СНК СССР принял постановление № 1193 — 464сс от 6 июля по которому территория Северной Буковины была включена в состав КОВО, а Бессарабии — в состав ОдВО и предусматривалось проведение организационных мероприятий в Красной Армии.
Нарком обороны СССР издал директивы Военным советам КОВО и ОдВО о новом составе и дислокации войск округов. В директивах предусматривалось начать новые формирования соединений, утверждённые правительством, перевести войска в новые места постоянной дислокации, расформировать части и учреждения, созданные для проведения освободительного похода и начать увольнение задержанного после советско-финляндской войны приписного состава.
7 июля
Управление 4-го кк, 34-я кд и 23-я лтбр находились в Сторожинце. 16-я кд находилась в районе Волока.
На базе 4-го кавалерийского корпуса началось формирование 8-го механизированного корпуса. Для формирования использовались управление корпуса с корпусными частями и 34-я кавдивизия.
8 июля
В 20.00 граница была передана Красной Армией под охрану пограничным войскам НКВД. На новой границе и по рекам Прут и Дунай были развёрнуты с севера на юг 97-й (Черновицкий), 23-й (Липканский), 24-й (Бельцкий), 2-й (Каларашский), 25-й (Кагульский) и 79-й (Измаильский) погранотряды Украинского и Молдавского округов пограничных войск НКВД.
Часть войск Южного фронта начала выдвижение к новым местам постоянной дислокации.
9 июля
Все войска Южного фронта выдвигались к местам постоянной дислокации.
Расформировано управление Южного фронта.